# غاستون سوسو
غاستون سوسو (بالإسبانية: Gastón Suso)‏ هو لاعب كرة قدم أرجنتيني في مركز الدفاع، ولد في 12 مارس 1991 في سانتا في في الأرجنتين. لعب مع غودوي كروز.

## وصلات خارجية
- غاستون سوسو على موقع قاعدة بيانات كرة القدم.إي يو (الإنجليزية)
- غاستون سوسو على موقع Soccerway.com (الإنجليزية)